# Aktionsgemeinschaft Artenschutz
Die Aktionsgemeinschaft Artenschutz  e. V. (AGA) setzt sich seit 1986 für den Erhalt von bedrohten Tier- und Pflanzenarten und deren Lebensräumen ein.
Die AGA ist international tätig, um mit ihrer Projektarbeit weltweit den Schutz und den Erhalt der Natur zu fördern, das Umweltbewusstsein zu stärken und die Zerstörung der Lebensgrundlage von Menschen, Tieren und Pflanzen zu verhindern.
Die AGA ist als gemeinnützige Natur- und Artenschutzorganisation anerkannt und Mitglied im Deutschen Naturschutzring (DNR).

## Gründung und Motivation
Der Verein ging aus der Aktion „Rettet die Schildkröten“ hervor, die initiiert wurde, nachdem Brigitte und Günther Peter während einer Urlaubsreise 1981 auf Bali Zeuge des grausamen Abschlachtens hunderter Meeresschildkröten wurden. Mit Unterstützung von Privatpersonen, Vereinen und Organisationen wie dem Verband deutscher Sporttaucher e.V. und der Zoologischen Gesellschaft Frankfurt wurde die Problematik öffentlich gemacht und ein Importverbot von Meeresschildkröten und Produkten aus ihnen bewirkt. Diese Handelsbeschränkungen bestehen bis heute.
1986 wurde die AGA als Verein gegründet und das Engagement auf den Schutz weiterer bedrohter Arten ausgeweitet. Ende der 1980er Jahre konnte die AGA dann den Bau eines Touristenzentrums am Niststrand der Meeresschildkröten in Dalyan (Türkei) verhindern. Mit der Sammlung zehntausender Unterschriften und einer medienwirksamen Übergabe der Protestkarten an das griechische Umweltministerium konnte die AGA darüber hinaus ein deutliches Zeichen für einen Nationalpark auf der griechischen Insel Zakynthos setzen. Dieser wurde im Dezember 1999 eingerichtet.
Bekanntheit erlangte der Verein außerdem durch die Ausstellung „Artenschutz ist Menschenschutz“, die von 2003 bis 2006 in zehn deutschen Städten auf die weltweite Naturzerstörung und ihre globalen Auswirkungen für Mensch und Natur aufmerksam machte. Im Laufe der Jahre erhielten die AGA oder stellvertretend einzelne Mitarbeiter Auszeichnungen und Preise für ihr Engagement, darunter auch den grünen Oscar. Im Jahre 1997 wurde dem Mitbegründer Günther Peter das Bundesverdienstkreuz verliehen. Im Jahr 2009 erhielt die damalige Geschäftsführerin und Mitbegründerin Brigitte Peters den Trophée des Femmes Preis von Yves Rocher. Die heutige Geschäftsführerin Birgit Braun erhielt 2017 denselben Preis für ihr unermüdliches Engagement.
Die AGA finanziert sich laut eigenen Angaben durch Spenden und Förderbeiträge und greift bei ihrer Arbeit auf die Unterstützung ehrenamtlicher Mitarbeiter zurück.

## Aktuelle Projekte und Umweltbildung
Nach wie vor setzt sich die AGA für den Schutz der vom Aussterben bedrohten Meeresschildkröten ein. 2008 organisierte die Naturschutzorganisation mit dem örtlichen Naturschutz- und Tourismusverein Anamur (ehemals AÇED) den Einsatz von Freiwilligen aus Deutschland und der Türkei, um Nester zu schützen und Strandreinigungsaktionen durchzuführen. Auf der iranischen Insel Kisch wurde mit Hilfe der AGA das erste Monitoringprogramm für den Schutz der bedrohten Meeresreptilien etabliert. Mit Umweltbildungsmaßnahmen werden Kinder und Erwachsene nicht nur in der Türkei und im Iran, sondern auch in Kenia, in die Schutzarbeit mit einbezogen. So haben Schildkröten-Retter vom Local Ocean Trust in Watamu erfolgreich ein Programm initiiert, um Meeresschildkröten aus den Netzen der Fischer zu befreien und sie dann wieder in die Freiheit zu entlassen.
Der Verein arbeitet weltweit mit lokalen Partnerorganisationen zusammen, um Artenschutzprojekte direkt und nachhaltig umzusetzen. Sie unterstützt die Elefanten-Auswilderungsstationen des Sheldrick Wildlife Trust (SWT) in Kenia, in denen meist aufgrund von Wilderei verwaiste Jungtiere nach bis zu 10-jähriger Aufzucht in wild lebende Elefantenherden integriert werden können. Um die Wilderei zu bekämpfen, hilft die AGA bei der Ausrüstung und Ausbildung von Wildhütern im kenianischen Tsavo-East-Nationalpark. In Namibia setzt sich die AGA mit dem Cheetah Conservation Fund (CCF) für den Erhalt der größten weltweit verbliebenen Gepardenpopulation ein und unterstützt den Einsatz von Herdenschutzhunden auf einheimischen Farmen zur Vermeidung des Mensch-Wildtier-Konflikts.
Bei Bedarf, so auch nach den letzten Waldbränden im Januar 2020, in Australien, stellt die AGA Soforthilfe zur Versorgung verletzter und Auswilderung geretteter Tiere zur Verfügung. So können Koalas, die nach heftigen Buschfeuern mit schweren Brandwunden gerettet wurden, teilweise erst nach einem Jahr Pflege wieder in die Wildnis entlassen werden. In Zusammenarbeit mit der australischen Partnerorganisation Foundation for National Parks and Wildlife (FNPW) wurden nach dem Zyklon Yasi 2011 als Nothilfe Futterstellen für die bedrohten Helmkasuare eingerichtet und Wiederaufforstungsmaßnahmen unterstützt.
Im Tschad schützt die AGA die Kordofan-Giraffen, indem sie die Organisation Wings for Conservation bei der Erforschung des Lebensraumes der Giraffen, der Ausweisung von Schutzgebieten und im Kampf gegen die Wilderei unterstützt.
Seit vielen Jahren sind Bären in Deutschland und anderen europäischen Ländern ausgestorben. Die AGA setzt sich in Rumänien zusammen mit dem Group Bärenprogramm für den Schutz der Bären und das friedliche Zusammenleben von Bären und Menschen ein.
Auch in Deutschland ist die AGA aktiv und beteiligt sich zum Beispiel am Aktionsbündnis Fuchs, um der Forderung nach Einstellung der Jagd nach Füchsen Nachdruck zu verleihen.
Um das Bewusstsein für die Umwelt, den Artenschutz, die Tiere und den Fairen Handel zu stärken, hat die AGA Ausstellungen und Unterrichtsleitfaden kreiert. Diese können kostenfrei ausgeliehen werden.
Prominente Unterstützung erhält die AGA dabei durch den Schauspieler und Dokumentarfilmer Hannes Jaenicke, der seit langem durch sein Engagement für den Naturschutz bekannt ist.
Die AGA hat einen Souvenir-Ratgeber für den Artenschutz im Urlaub entwickelt. Im Mittelpunkt stehen dabei kreative Lösungen, um schädliche Auswirkungen des eigenen Konsumverhaltens auf Mensch und Natur zu Hause und im Urlaubsland zu vermeiden.